# Zwei Krawatten
Zwei Krawatten è un film del 1930 diretto da Felix Basch con la supervisione di Richard Weichert.

## Produzione
Il film fu prodotto dalla Max Glass-Film GmbH (Berlin).

## Distribuzione
Il film ottenne il visto di censura il 10 ottobre 1930 e fu distribuito in Germania dalla Terra-Filmverleih che lo presentò prima il 16 ottobre 1930 con il titolo originale Zwei Krawatten che venne usato sia in Germania che in Austria mentre in Danimarca il film prese il nome di Hallo Amerika. La Capitol Film Exchange curò la distribuzione di una versione senza sottotitoli per gli Stati Uniti, che fu presentata a New York il 12 gennaio 1932 (conosciuta in inglese con il titolo informale Two Ties o Two Neckties). Il ruolo di Mabel, interpretato da Olga Tschechowa, era stato ricoperto in teatro da Marlene Dietrich e le aveva propiziato un provino per il film L'angelo azzurro di Josef von Sternberg che ne fece una diva di fama mondiale.